# Mateusz Bartel

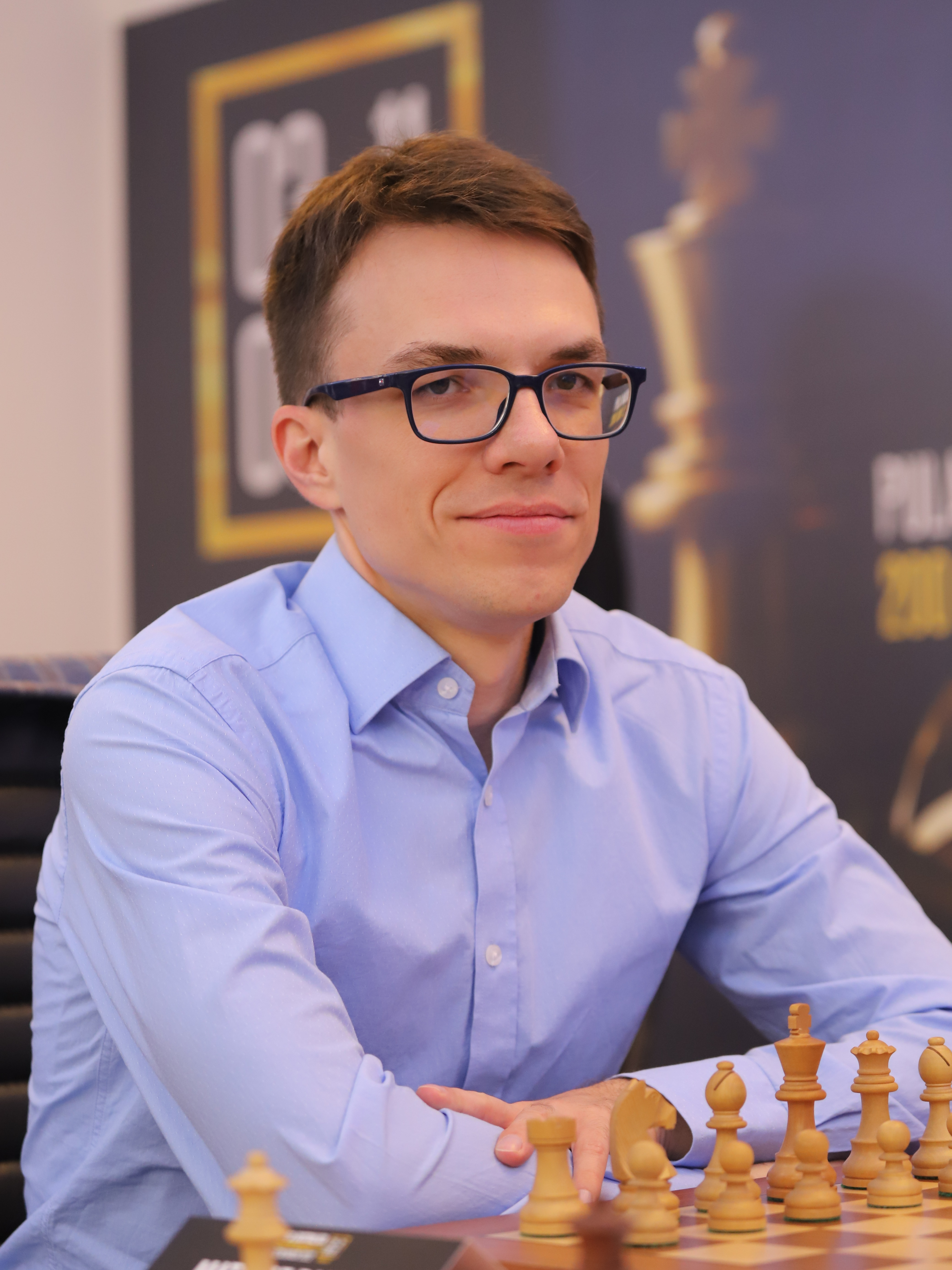
Mateusz Bartel in 2022

Mateusz Bartel (Warschau, 3 januari 1985) is een Poolse schaker. Hij is sinds 2005 een grootmeester (GM). Hij won het schaakkampioenschap van Polen in 2006, 2010, 2011 en 2012.

## Schaakcarrière
Bartel leerde op 6-jarige leeftijd schaken van zijn vader, toen zijn jongere broer en hijzelf thuis moesten blijven omdat ze waterpokken hadden. Zowel Mateusz als zijn broer werden later lid van de schaakclub  "Polonia Warschau".
Hij won het Europees schaakkampioenschap voor jeugd in de categorie tot 18 jaar in 2003. In 2005 eindigde Bartel op een gedeelde eerste plaats met Zoltan Gyimesi, op het eerste Open individuele EU-schaakkampioenschap, dat werd gehouden in Cork.
In 2007 werd hij gedeeld 1e–6e met Vitali Golod, Zahar Efimenko, Yuri Yakovich, Michael Roiz en Mikhail Kobalia op het 16e Monarch Assurance Isle of Man toernooi, dat hij won via de tie-break. In 2009 won hij een toernooi in Prievidza.
In februari 2012 werd Bartel gedeeld 1e–3e met Anton Korobov en Pavel Eljanov op het 11e Aeroflot Open toernooi; Bartel won via de tie-break. In augustus 2017 won Bartel het Open Masters-toernooi op het 50e schaakfestival van Biel, vanwege een hogere tie-break-score dan Vladimir Baklan.
In mei 2012 was zijn Elo-rating 2677. 
In 2015 werd Bartel derde op het Europees kampioenschap schaken, gehouden in Jeruzalem. 

## Schaakteams
Met het Tsjechische "G-Team Nový Bor" won hij in 2013 de European Club Cup in Rhodos. 
Bartel nam met het nationale team van Polen deel aan de Schaakolympiades in 2006, 2008, 2010, 2012 en 2014. Bij de 37e Schaakolympiade, gehouden in Turijn in 2006, speelde hij aan het vierde bord, en behaalde 5 pt. uit 10 (+3 =4 –3). Bij de 38e Schaakolympiade, gehouden in Dresden in 2008, behaalde Bartel spelend aan het derde bord 4 pt. uit 7 (+3 =2 –2). Bij de 39e Schaakolympiade gehouden in Khanty-Mansiysk in 2010 speelde hij aan bord vijf en behaalde 7 pt. uit 9 (+6 =2 –1) en ontving een zilveren medaille voor dit individuele resultaat. Nadat Sébastien Feller was gediskwalificeerd wegens valsspelen, ontving Bartel de gouden medaille.

## Externe koppelingen
- (en)   Informatie over schaakpartijen van Mateusz Bartel op ChessGames.com
- (en)   Informatie over schaakpartijen van Mateusz Bartel op 365chess.com
- (en)  FIDE-ratinggegevens voor Mateusz Bartel